# هيلفيتيكا
هلفتيكا (بالإنجليزية: Helvetica)‏ أو نويه هاس كروتيسك - Die Neue Haas Grotesk هو خط كتابي مستخدم على نطاق واسع من عائلة سانس سيرف sans-serif (غير مذيلة) وقد تم تطويره في عام 1957 من قبل مصمميّ الخطوط الكتابية السويسري ماكس ميدينكر وادوارد هوفمان.
هلفتيكا هو أحد الخطوط الكتابية الرئيسية من الجيل الجيد من الخطوط الواقعية، هذا الخط متأثر بشدة بأحد الخطوط الشهيرة في القرن 19 ويدعى Akzidenz-Grotesk وبالخطوط الألمانية والسويسرية المستخدمة في التصاميم بصفة عامة. استخدامه أصبح السمة المميزة عند مطبعي الأنماط الدولية التي انبثقت عن أعمال المصممين السويسريين في خمسينيات وستينيات القرن العشرين، وأصبح واحدا من الخطوط الأكثر شعبية في القرن العشرين. وعلى مر السنين تم إطلاق عدد واسع من أشكال خطوط هلفتيكا، بأحجام مختلفة ومقاسات مختلفة، كما تمت موازنة هذا الخط مع الخطوط الأخرى من اللغات غير اللاتينية. من السمات البارزة لهلفتيكا هو امتلاكه لارتفاع عال، وتميز نهايات حروفه بالانتهاء على خطوط عمودية أو أفقية، بالإضافة للتباعد الضيق بين الحروف مما يعطي النص كثافة ومظهر مدمج.
تم تطوير الخط من قبل مؤسسة هاس للطباعة من مينشينستاين، سويسرا، وتم تطويره ليتماشى مع روح العصر آنذاك والذي تمثل بفكرة إنهاء عصر الخطوط القديمة وتجديد الاهتمام بدور الخطوط الجديدة بين مصممي الجرافيك الأوروبيين التي شهدت أيضا تصميم أدريان فرتيجر لخط يونيفرس في نفس سنة صدور هلفتيكا. وكان هوفمان رئيس مؤسسة هاس للطباعة، في حين كان ميدينكر مصمم جرافيك حر والذي كان سابقا يعمل لدى هاس كمندوب مبيعات ومصمم.

## النسخة العربية من خط هلفتيكا
بعد صدور النسخة اللاتينية من الخط عام 1957 على يد المصمم ماكس ميدينكر صدرت النسخة العربية عام 2009 من طرف المصممة اللبنانية نادين شاهين بمسمى Neue Helvetica Arabic font family.

### وصف الخط
تم تصميم Helvetica Neue Arabic كمرافقة لنقوش Helvetica Neue الشهير والتصميم عبارة عن مزيج هجين من هياكل الخط الكوفي وخط النسخ وهذا يمكّنها من العمل في إعدادات النص والعناوين.

## معرض صور

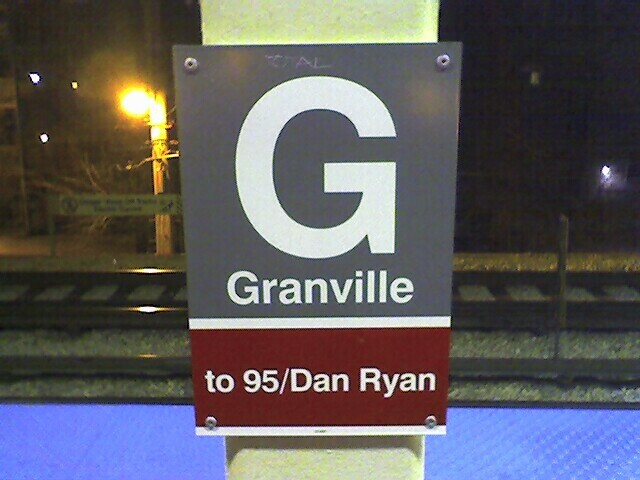
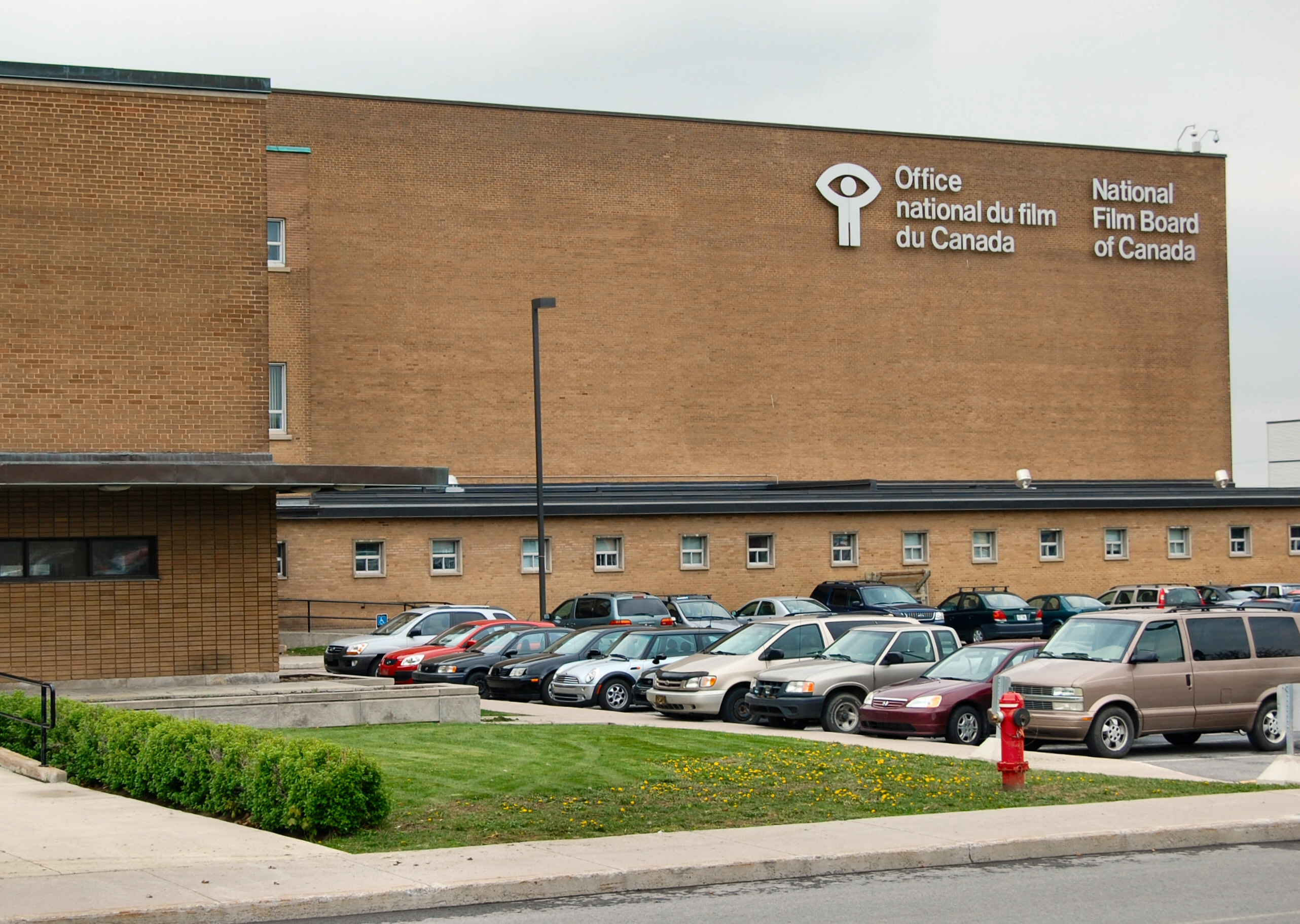
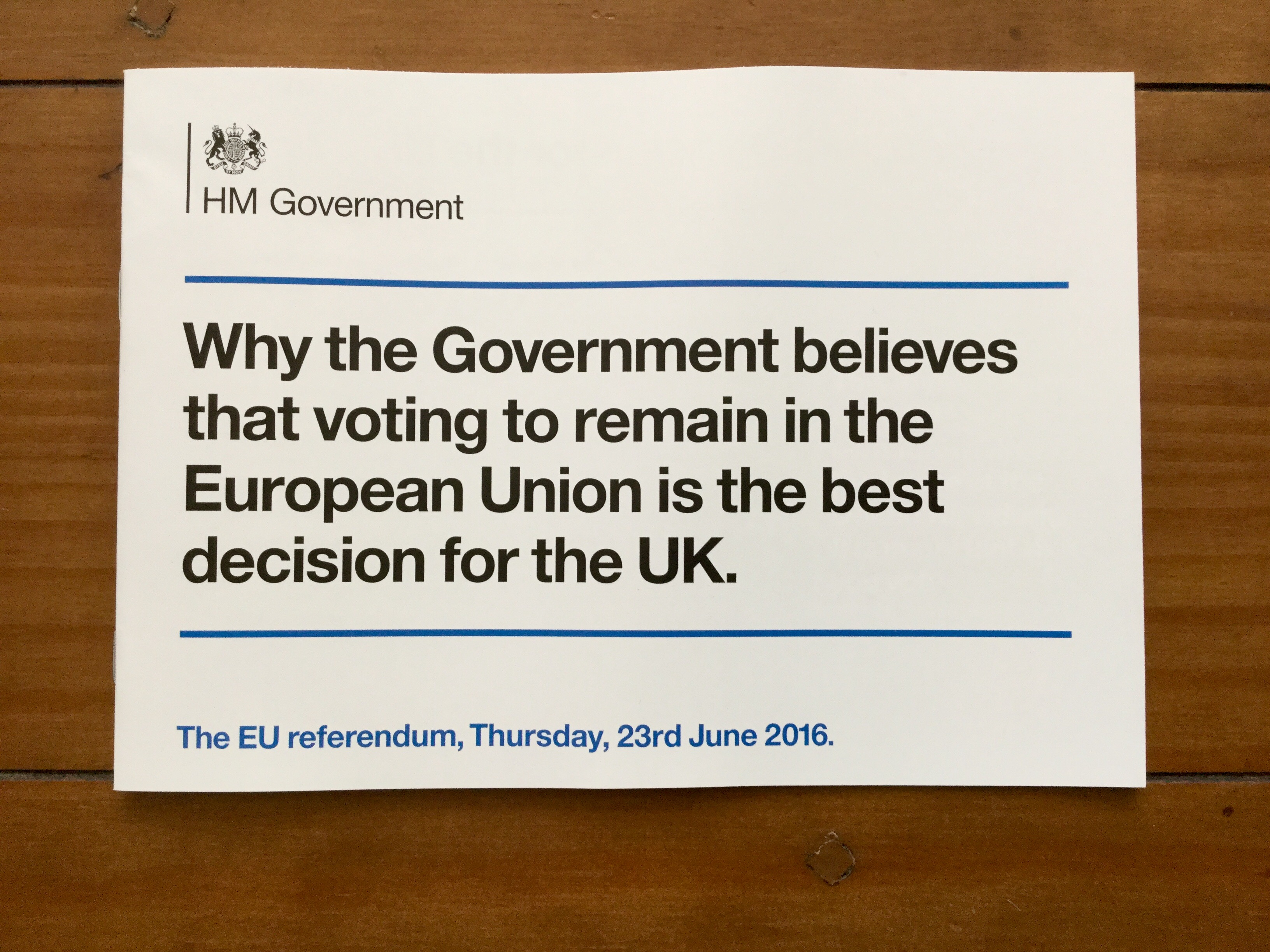
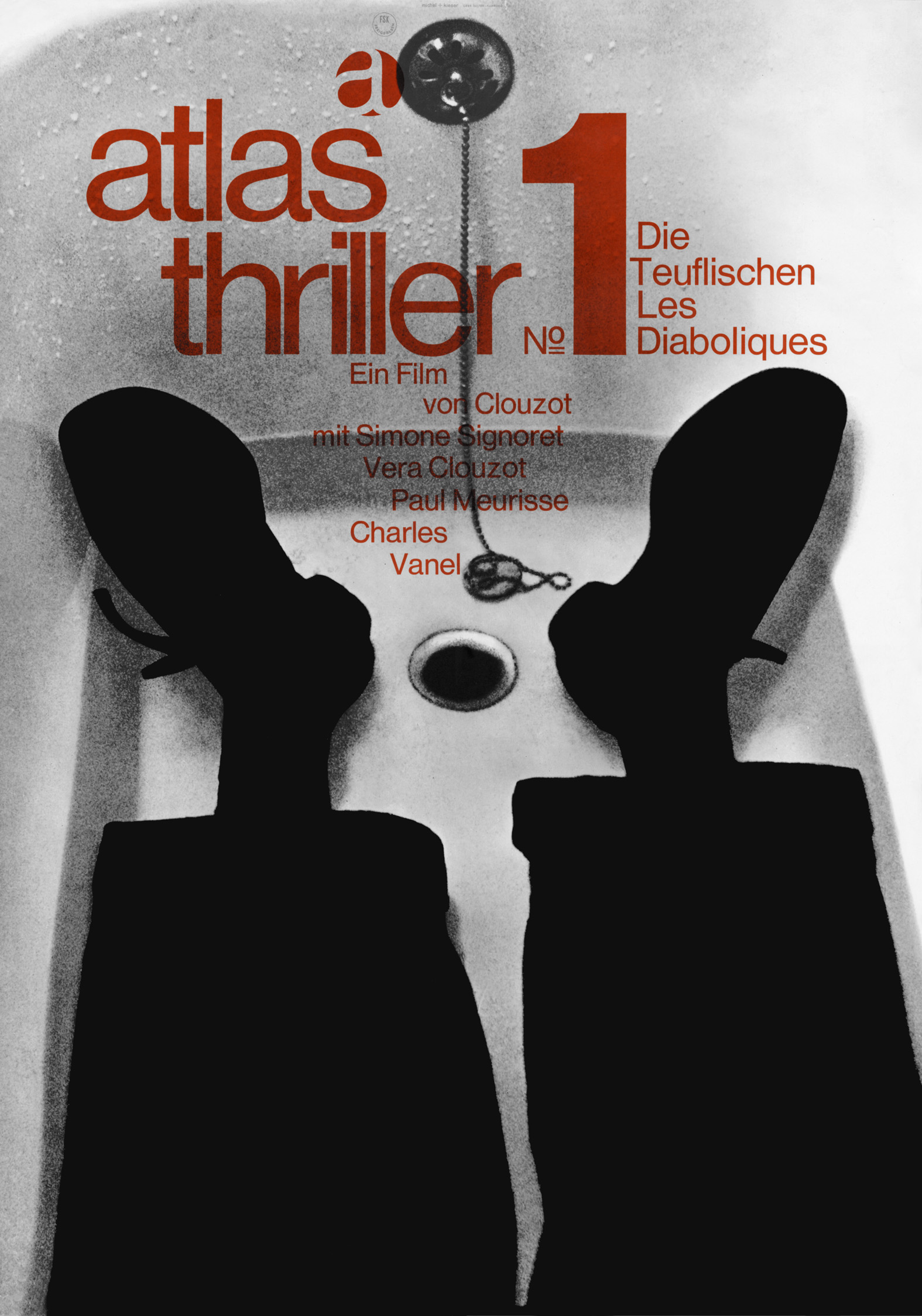